# Ален Рене Лезаж
Ален Рене Лесаж (фр. Alan-Rene Lesage; Сарзо, 6. мај 1667 — Булоњ сир Мер, 17. новембар 1747) је био француски књижевник, зачетник модерног реалистичког романа.

## Биографија
Лесаж је рођен у Бретањи, где му је отац био бележник. У деветој години остаје без мајке, а у четрнаестој и без оца. Старатељи, његови ујаци, уписују га у језуитски колеж у Вану и лишавају родитељског иметка. У Паризу студира право, постаје адвокат (1692), али се не бави адвокатуром. Године 1694. жени се девојком из грађанске породице, у коју је дуго био заљубљен. Његов пријатељ и заштитник, опат Лион, чији је отац био амбасадор у Шпанији, помаже му материјално и открива му богату шпанску литературу. Издржавајући бројну породицу својим књижевним радом, Лесаж је много писао, преводио, адаптирао. Широј јавности постаје познат својом комедијом Криспен, супарник свога господара и романом Хроми ђаво. Након смрти најстаријег сина, глумца, повлачи се у Булоњ-сир-мер, где му је други син био каноник, и тамо умире.

## Књижевни рад

### Преводи и адаптације
Лесаж је највише преводио и адаптирао позоришне комаде и романе из шпанске књижевности, веома популарне у Француској седамнаестог века. Она је служила као извор инспирације многим Лесажовим савременицима.
Његово најпознатије дело овог периода стваралаштва је адаптација романа Велеза де Геваре, објављена под насловом Хроми ђаво (фр. Le diable boiteux), 1707. године.
Копмозиција романа је лабава и састоји се од низа, међусобно неповезаних, слика. Демон раскоши и блуда, Асмодеј, открива свом спасиоцу Дон Клеофасу Леандру кровове мадридских кућа, омогућава му да види шта се у њима догађа и да схвати праве мотиве људских акција и њихове скривене мисли. Оваквим поступком писац може да уводи и напушта различите јунаке, па се роман своди на дефиле сликовитих особа које нису ни у каквој реалној вези. Ту је шкртац који пожудно броји свој новац, сиромашни песник, ужурбани доктор, коцкари у крчми, затвореници у тамници, лудаци (једни у лудници, други на слободи), ласкавци, кокете, нестрпљиви и похлепни наследници и многи други. У тај шпански амбијент Лесаж уноси и портрете својих савременика, Парижана. Публика их је препознала, а роман је доживео велики успех. У дефинитивном издању (1726) Лесаж је дело знатно проширио и променио. Слика света је отужна. Ниски су и мотиви људских акција и средства за њихово остварење. Али о таквом свету Лесаж прича без огорчења једног моралисте: он га посматра хладнокрвно, са хумором лишеним наде филозофа-реформатора у могућност његовог побољшања. Он прихвата живот такав какав је, што доприноси реалистичности овог романа.

### Оригинална дела
У шпански амбијент смештена је радња и најбољег и најпознатијег Лесажовог дела, Историја Жил Бласа од Сантијане (фр. Histoire de Gil Blas de Santillane). Лесаж је овај роман дуго писао и објављивао у великим временским размацима (1715, 1724, 1735).
Композиција романа - Дело је организовано око једне централне личности и њеног животног пута, што показује Лесажову тежњу ка чврстој композицији. Трајање романа поклапа се са трајањем јунаковог живота. На свом дугом путовању кроз живот Жил Блас постепено открива свет, стиче животно искуство и формира се као личност. Ипак, Лесаж није у потпуности напустио композициони манир барокног романа. Бројне, понекад и обимне епизоде, прекидају континуитет основне линије романа. Али упркос овим скретањима и заустављањима основни ток је чврсто одржан до краја књиге. Жил Бласова егзистенција не губи се у нереду друштвеног живота и његових перипетија, она се одвија једном постепеном узлазном линијом.
Тип романа - С обзиром на одлике композиције роман о Жил Блацу спада у роман развоја и образовања појединца гурнутог у непознати и разнолики свет, појединца који се бори за своје место у том свету. То је такозвани „Bildungsroman“, роман развоја личности и њеног друштвеног успона, који ће током 18. века доживети велики успех.
Садржај - Први део романа (књиге 1-6), најобимнији је и прави авантуристички роман. Одликују га бројне епизоде, везане за честе промене Жил Бласове службе и његовог круга познаника. Он је ту помало скитница, помало лопов, а најчешће лакеј. Ношен младалачком безбрижношћу, он се пробија кроз живот препуштен игри случаја и околности. У другом делу (књиге 7-9) Жил Блас постиже вртоглави успех поставши секретар министра војводе од Лерме, али спушта се и до најниже тачке моралног пада. У трећем делу тон романа је опет промењен. Изашавши из затвора, Жил Блас проживљава морални преображај. Он доживљава краткотрајну брачну идилу, часно служи поштеног првог министра Оливареса и прати га у изгнанство. Роман се завршава у грађанској породичној идили, у повлачењу из света и посла, као предуслову за срећан и миран живот.
Богатство ликова - Лесаж уводи свог јунака у најразличитије друштвене средине откривајући једну разноврсну палету професија и карактера. Кроз роман дефилују друмски разбојници, сељаци, министри, краљеви, тамничари, судије, црквена лица, лекари, писци, племићи. Иако представљена у кратким скицама, ова бројна лица се јасно разликују својим индивидуалним цртама, понашањем, говором, гестовима, схватањем живота. Њихови портрети често су довршени кратким и ироничним ауторовим коментаром.
Лик Жил Бласа - Главни јунак се развија у свету беспоштедне животне борбе, која нагриза међуљудске везе, пријатељство и породицу. Жил Блас је просечан јунак и није обдарен ни снагом воље, ни карактера, ни духа. Он се не узда у личне заслуге, о којима су писали моралисти његовог времена, већ пре свега рачуна на моћне заштитнике. Према њима показује велику услужност, снисходљивост и одано им служи. Лишен личног интегритета, помало сив и безбојан, он се лако прилагођава најразличитијим ситуацијама. Способан је за племенита дела, али и за нискости и лоповлуке. Ипак, он није вулгарни скоројевић, који се бескрупулозно пробија кроз живот. Откривајућу постепено „људску комедију“, он формира свој морални суд, његова савест еволуира у тражењу једног прихватљивог начина живота. Такав живот је пронашао у повлачењу у самоћу ладањског дворца и у породичним врлинама. У јасно одређеном лику свог јунака Лесаж оставља мало места за његов афективни живот. Бласови ретки тренуци елана заустављени су кратким циничним формулама и поентама. Његова луцидност завршава у скептицизму и у резигнираном епикурејству.